# Hermann Schwameder
Hermann Schwameder (* 1962 in Vöcklabruck) ist ein österreichischer Sportwissenschaftler und Hochschullehrer.

## Leben
Schwameder schloss seine Schulbildung 1981 in seiner Heimatstadt Vöcklabruck mit der Matura ab. Hernach studierte er an der Universität Innsbruck Leibeserziehung und Mathematik für das Lehramt an Höheren Schulen und erlangte 1987 seinen Abschluss. Er war bis 1993 am Institut für Sportwissenschaften der Universität Innsbruck als Lehrbeauftragter tätig. 1993 trat er an der Universität Salzburg eine Stelle als Universitätsassistent an, an derselben Hochschule wurde 1994 seine Doktorarbeit im Fach Sportwissenschaft angenommen. Die Arbeit trägt den Titel Biokinematische und biodynamische Analyse der V-Technik im Skispringen. In den Jahren 1998 und 1999 weilte er zeitweilig zu Forschungs- und Lehrzwecken am Lehrstuhl von Benno M. Nigg an der University of Calgary in Kanada.
2001 wurde Schwameder am Institut für Sportwissenschaften der Universität Salzburg zum Assistenzprofessor befördert. 2003 erlangte er im Fach Bewegungswissenschaft die Lehrbefähigung und war in Salzburg dann bis 2006 Außerordentlicher Professor. Im Zeitraum 2004 bis 2006 übte Schwameder des Weiteren am Zentrum für Sportwissenschaft und Universitätssport der Universität Wien Tätigkeiten als Gastprofessor und Lehrbeauftragter aus.
2006 trat er in Deutschland am Institut für Sport und Sportwissenschaft des Karlsruher Instituts für Technologie eine Professorenstelle für Biomechanik und Bewegungswissenschaft an. Er war bis 2010 Lehrstuhlinhaber in Karlsruhe und kehrte im selben Jahr an die Universität Salzburg zurück, an der er im Fachbereich Sport- und Bewegungswissenschaft Professor für Biomechanik wurde.
Zu den Schwerpunkten Schwameders wissenschaftlicher Arbeit gehören die Bereiche Biomechanik, Sportmotorik und Trainingswissenschaft. Er beschäftigt sich insbesondere mit den Sportarten Skispringen, Abfahrtsskilauf, Skilanglauf, Faustball und Bergwandern.
Von 1993 bis 1996 war Schwameder Geschäftsführer, von 2016 bis 2018 stellvertretender Vorsitzender und von 2018 bis 2020 Vorsitzender der Österreichischen Sportwissenschaftliche Gesellschaft.